# Ahlaf
Ahlaf  (in arabo احلاف‎?) è un centro abitato e comune rurale del Marocco situato nella provincia di Benslimane, regione di Casablanca-Settat. Conta una popolazione di 11 451 abitanti (censimento 2014).